# Juozas Ambrazevičius
Juozas Ambrazevičius, ps. Brazaitis, Juozas Brazaitis, N. E. Sudūvis (ur. 9 grudnia 1903 w Trakiszkach na Suwalszczyźnie, zm. 28 października 1974 w USA) – litewski historyk i literaturoznawca, premier Litwy w 1941.
Ukończył gimnazjum w Mariampolu. Studiował w Uniwersytecie Litewskim (1922–1927) i Bońskim (1931–1932). Po powrocie do kraju nauczał litewskiego w kowieńskim gimnazjum Aušra. W 1938 roku podjął pracę na wydziale filologicznym Uniwersytetu Witolda Wielkiego. Zajmował się teorią i historią literatury, wydał m.in. publikacje Literaturos teorija (1930), Visuotinės literatūros istorija I, II (odpowiednio: 1931, 1932) oraz Naujieji skaitymai I, II (1939), pracował również jako krytyk literacki.
Po aneksji Litwy do Związku Sowieckiego w czerwcu 1940 należał do podziemnej organizacji LAF (Litewski Front Aktywistów), której przewodniczył Kazys Škirpa. Po wybuchu wojny niemiecko-sowieckiej w 1941 stanął na czele tymczasowego rządu Litwy (od 23 czerwca do 5 sierpnia 1941) w zastępstwie Kazysa Škirpy, który poddany był przez nazistów aresztowi domowemu w Berlinie. W okresie sprawowania przez niego władzy doszło do masowych mordów na Żydach litewskich, w tym pogromu w Kownie. Rząd tymczasowy utworzył także Getto w Kownie.
Powstały również litewskie policje kolaboracyjne Saugumo policija i Ypatingasis būrys, które później zwalczały polskie formacje niepodległościowe i dopuściły się zbrodni wobec ludności żydowskiej i polskiej na okupowanej Wileńszczyźnie, w tym Zbrodni w Ponarach, gdzie w latach 1941–1944 wymordowano około 60–70 tys. Żydów i 20 tys. Polaków, głównie wileńskiej inteligencji. 
Po II wojnie światowej przebywał na emigracji, przyjął nazwisko Juozasa Brazaitisa. W 1946 osiadł w Niemczech Zachodnich, gdzie działał w Naczelnym Komitecie Wyzwolenia Litwy (Vyriausias Lietuvos išlaisvinimo komitetas, VLIK). Po sześciu latach przeprowadził się do USA, gdzie przez lata redagował czasopismo "Darbininkas". Napisał wspomnienia Vienų vieni (Zupełnie sami), które wydał w 1964 roku pod pseudonimem N.E. Sudūvis.
We wrześniu 2000 lider litewskich konserwatystów Vytautas Landsbergis zaproponował przyjęcie przez Sejm uchwały o uznaniu gabinetu Juozasa Ambrazevičiusa za prawowity rząd Litwy. Po licznych protestach, m.in. ze strony środowisk żydowskich, uchwała została anulowana. Podobne protesty wywołało także sprowadzenie szczątków Ambrazevičiusa z USA na Litwę w maju 2012 i jego powtórny uroczysty pogrzeb z udziałem władz państwowych Litwy.